# 妮科尔·布兰德布泽迈尔
妮科尔·布兰德布泽迈尔（德語：Nicole Brandebusemeyer，1974年10月9日—），德国女子足球运动员。她曾代表德国国家队参加2000年夏季奥林匹克运动会女子足球比赛，获得一枚铜牌。